# میخائیل فرونزه
میخائیل واسیلویچ فرونزه (روسی: Михаи́л Васи́льевич Фру́нзе؛ زاده ۲ فوریهٔ ۱۸۸۵ – درگذشته ۳۱ اکتبر ۱۹۲۵) از رهبران بلشویک روسیه پیش از انقلاب ۱۹۱۷ روسیه بود. میخائیل فرونزه در جنگ داخلی روسیه از فرماندهان اصلی ارتش سرخ بود و معروفیت او بیشتر به خاطر شکست دادن بارون ورانگل در کریمه است.
فرونزه از یک پدر رومانیایی و یک مادر روسی در شهر بیشکک واقع در ترکستان غربی به دنیا آمد. پس از طی دبیرستان وارد دانشگاه پلی‌تکنیک پتر کبیر سن پترزبورگ شد و در دوران دانشجویی به یک عضو فعال حزب سوسیال دموکرات کارگری روسیه تبدیل شد. بعد از جدایی ایدئولوژیک در حزب، او به جناح بلشویک تحت رهبری ولادیمیر لنین پیوست. در جریان انقلاب ۱۹۰۵ روسیه او رهبری اعتصاب کارگران نساجی در شهر ایوانوفو را برعهده داشت و به همین دلیل پس از شکست خوردن انقلاب، توسط رژیم تزاری به کار اجباری مادام‌العمر در سیبری محکوم شد. فرونزه پس از ده سال موفق شد از تبعید سیبری فرار کند و نقش فعالی را در پیروزی انقلاب فوریه در مینسک و انقلاب اکتبر در مسکو بازی کند.
وی همچنین برنده جوایزی همچون درجه پرچم سرخ شده است. شهر بیشکک، پایتخت قرقیزستان، در زمان اتحاد شوروی بنام همین ژنرال، فرونزه نامیده می‌شد.

## پیشینه
ژنرال فرونزه برای پاکسازی ترکستان از ضد انقلابیون به ترکستان رفت. ژنرال دنیکین و نیروهایش تحت فشار بلشویک‌ها در مقطعی از زمان از طریق باکو و با ۱۵ فروند کشتی به انزلی و گیلان فرار کردند و بعدها با ارتش سفید خود به شبه جزیره کریمه منتقل شدند. او مقاومت مختصری در روستف کرد و آنگاه به نووروسیسک در کنار دریای سیاه رفت.
دنیکین در آوریل ۱۹۲۰ از روسیه خارج شد و جایش را ژنرال پتر ورانگل گرفت. او با تجدید قوائی در ماه ژوئن به کریمه حمله کرد ولی در مقابل نیروهای ارتش سرخ تحت فرماندهی مارشال فرونزه کاری از پیش نبرد و در ماه نوامبر همانسال باقیمانده ارتش سفید از روسیه فرار کردند و رفتند.
روز ۲ سپتامبر ۱۹۲۰ میلادی نیروهای ارتش سرخ شوروی به فرماندهی ژنرال میخائیل فرونزه به بخارا حمله کردند. پس از چهار روز نبرد ارک امیر ویران شد و پرچم سرخ بر فراز مناره کلیان به اهتزاز در آمد.